# (5253) Fredclifford
(5253) Fredclifford es un asteroide perteneciente a asteroides que cruzan la órbita de Marte, descubierto el 15 de diciembre de 1985 por Stephen Singer-Brewster desde el Observatorio del Monte Palomar, Estados Unidos.

## Designación y nombre
Designado provisionalmente como 1985 XB. Fue nombrado Fredclifford en honor al marinero Fred Clifford, que se unió a la marina mercante de los Estados Unidos en el año 1943 para cumplir un sueño de toda su vida de conocer el mar. Pensador avanzado, desarrolló las tablas de surf y fue copropietario de la empresa Clifford/George de tablas de surf en Santa Bárbara, California.

## Características orbitales
Fredclifford está situado a una distancia media del Sol de 1,973 ua, pudiendo alejarse hasta 2,417 ua y acercarse hasta 1,529 ua. Su excentricidad es 0,224 y la inclinación orbital 28,77 grados. Emplea 1012,83 días en completar una órbita alrededor del Sol.
El próximo acercamiento a la órbita terrestre se producirá el 23 de noviembre de 2165.

## Características físicas
La magnitud absoluta de Fredclifford es 14,3. Tiene 2 km de diámetro y su albedo se estima en 0,528. Está asignado al tipo espectral S según la clasificación SMASSII.